# Da Chen
Da Chen (chiń. 陈达; pinyin Chén Dá; ur. 1962, zm. 17 grudnia 2019) – chiński powieściopisarz, absolwent Columbia Law School.

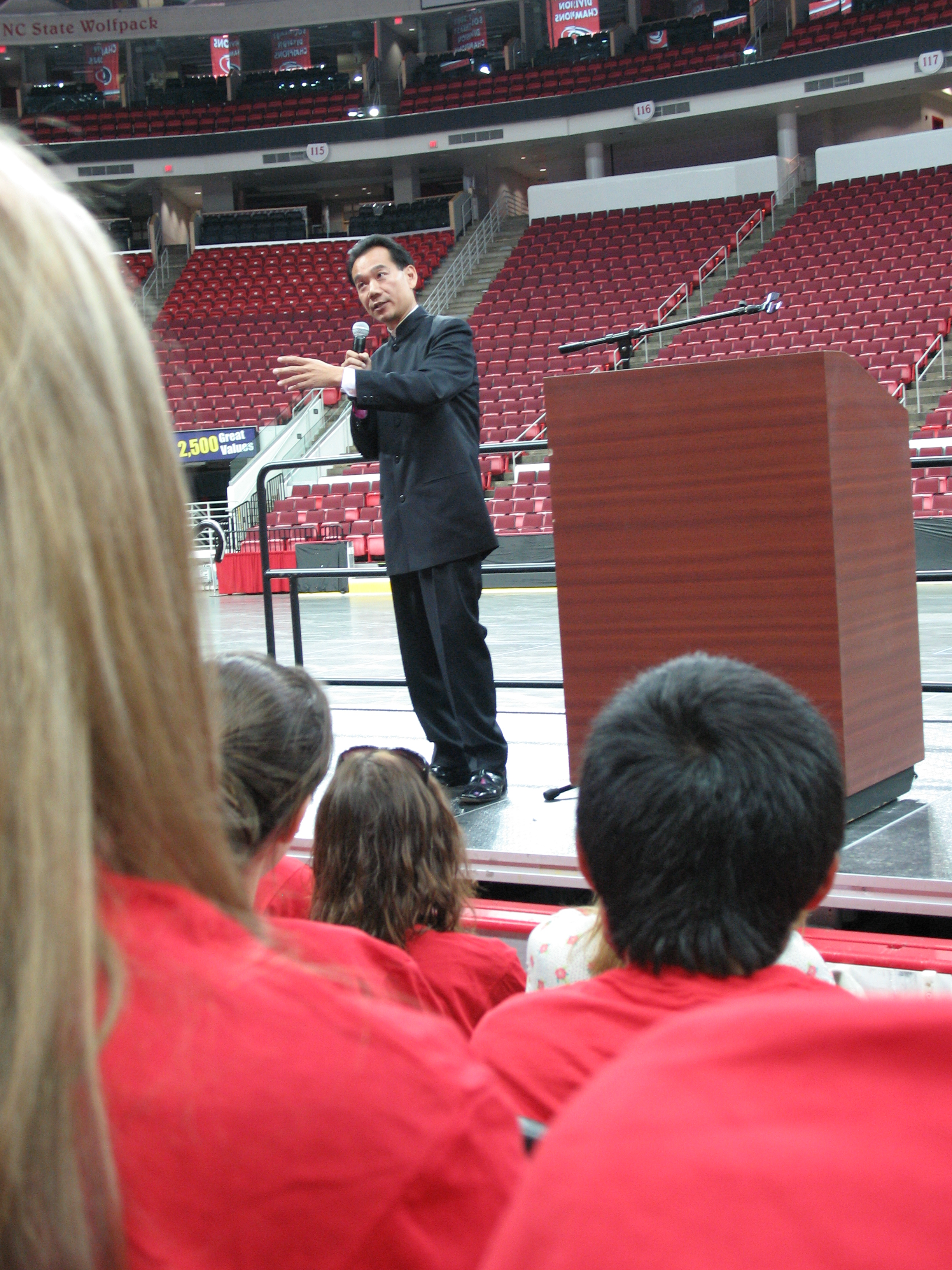
Da Chen przemawiający w 2007 na North Carolina State University

## Życiorys
Da Chen urodził się w 1962 na południu Chin. Jego dziadek był posiadaczem ziemskim i urzędnikiem cesarskim; podczas wojny domowej w domu jego ojca mieszkali żołnierze chińskiej armii czerwonej, który dzięki temu uniknął losu szwagrów, na których wykonano wyroki śmierci. W czasie Rewolucji Kulturalnej cała rodzina autora była prześladowana: jego ojciec trafił do obozu reform, a dziewięcioletniemu Chenowi groziło więzienie. Dzięki przyjaźni z pewną chrześcijańską profesor, która nauczyła go języka angielskiego, dostał się na Pekiński Uniwersytet Języka i Kultury i ukończył literaturę angielską. W 1985 wyjechał do USA z 30 dolarami w kieszeni. Po ukończeniu studiów prawniczych na uniwersytecie Columbia pracował na Wall Street w banku Rotszyldów.
Jego pierwsze książki to autobiografie: Colors of the Mountain i adaptacja dla młodszych czytelników China's Son – obie uzyskały po kilka wyróżnień. Książki te opowiadają o Rewolucji Kulturalnej z osobistego punktu widzenia, pokazując życie i społeczeństwo małej wioski w tym okresie, widziane oczami wrażliwego, dziewięcioletniego chłopca. Osobisty rys nadaje im, rzadka w chińskiej literaturze, narracja pierwszoosobowa.
Pierwszą powieść Wandering Warrior USA Today określiło jako „chińską odpowiedź na Harry’ego Pottera”, a studio filmowe Warner Bros. było zainteresowane kupieniem praw do adaptacji filmowej.
Powieść dla dorosłych – Bracia – została określona jako najlepsza książka 2006 m.in. przez The Washington Post i San Francisco Chronicle. Według recenzji z Washington Post, pisarz „osiągnął rzecz niemal niemożliwą: wprowadził zachodniego czytelnika w sam środek konfliktu, agonii i uniesień, które targały [Chinami] przez 35 lat”.

## Życie prywatne
Mieszkał w Nowym Jorku z żoną, autorką paranormalnych romansów i dwójką dzieci. Zmarł na raka płuc.

## Publikacje
- 1999 Colors of the Mountain
- 2001 China's Son: Growing Up in the Cultural Revolution
- 2002 Sounds of the River: A Memoir
- 2003 Wandering Warrior
- 2006 Bracia (polskie wydanie w 2008)